# Saint-Pierre-des-Ifs (Eure)
Saint-Pierre-des-Ifs ist eine französische Gemeinde mit 258 Einwohnern (Stand 1. Januar 2022) im Département Eure in der Region Normandie.

## Geographie
Saint-Pierre-des-Ifs liegt in Nordfrankreich, 43 Kilometer südöstlich von Le Havre, etwa 48 Kilometer nordwestlich von Évreux, dem Sitz der Präfektur des Départements, etwa 21 Kilometer nordöstlich von Bernay, dem Sitz der Unterpräfektur des Arrondissements, und 4,6 Kilometer nordöstlich von Saint-Georges-du-Vièvre. Die Gemeinde liegt auf einer mittleren Höhe von 146 Metern über dem Meeresspiegel. Die Mairie steht auf einer Höhe von 145 Metern. Nachbargemeinden von Saint-Pierre-des-Ifs sind Saint-Christophe-sur-Condé im Nordwesten, Saint-Philbert-sur-Risle im Nordosten, Freneuse-sur-Risle im Südosten, Saint-Grégoire-du-Vièvre im Süden und Saint-Georges-du-Vièvre im Südwesten. Das Gemeindegebiet hat eine Fläche von 617 Hektar.
Die Gemeinde ist einer Klimazone des Typs Cfb (nach Köppen und Geiger) zugeordnet: Warmgemäßigtes Regenklima (C), vollfeucht (f), wärmster Monat unter 22 °C, mindestens vier Monate über 10 °C (b). Es herrscht Seeklima mit gemäßigtem Sommer.

## Geschichte
Saint-Pierre-des-Ifs wurde unter dem Namen Saint Petrus de Aquosius im 14. Jahrhundert erstmals urkundlich erwähnt.
Der Weiler Epinay war Sitz eines Fief de Haubert, etwa ‚Lehen des Ringelpanzers‘. Diese Form von Lehen war im Feudalismus nur in der Normandie und der Bretagne üblich. Das Lehen, zu dem ein Herrenhaus und eine Kapelle namens Saint Nicolas gehörten, wurde schon 1198 urkundlich erwähnt. Der Besitzer dieser Art von Lehen wurde automatisch Ritter, wenn er das Lehen erbte und 21 Jahre alt war und musste in der ländlichen Armee seines Herrn dienen. Der Ringelpanzer war in diesem Zusammenhang das Symbol des Rittertums. Wenn diese Lehen vererbt wurden, konnten sie in bis zu acht Teile geteilt werden. Thomas de l’Epinay vergab das Recht der Wahl des Pfarrers der Gemeinde Saint-Pierre-des-Ifs 1260 an die Abtei Le Bec.
1793 erhielt Saint-Pierre-des-Ifs im Zuge der Französischen Revolution (1789–1799) den Status einer Gemeinde und 1801 durch die Verwaltungsreform unter Napoleon Bonaparte das Recht auf kommunale Selbstverwaltung.
Das im 18. Jahrhundert erbaute Herrenhaus in Epinay muss vor 1837 zerstört worden sein, da es nicht mehr auf dem zwischen 1807 und 1850 erstellten Cadastre napoléonien auftaucht. Der seigneuriale Taubenturm wurde erst nach 1837 zerstört.

### Bevölkerungsentwicklung
| Jahr                       | 1962 | 1968 | 1975 | 1982 | 1990 | 1999 | 2011 | 2020 |
| Einwohner                  | 193  | 240  | 202  | 223  | 181  | 197  | 293  | 272  |
| Quellen: Cassini und INSEE |      |      |      |      |      |      |      |      |

## Kultur und Sehenswürdigkeiten
Saint-Pierre-des-Ifs gehört zur römisch-katholischen Gemeinschaft Communauté de Saint Georges du Vièvre, die Teil der Pfarrei Montgeoly des Bistums Évreux ist.

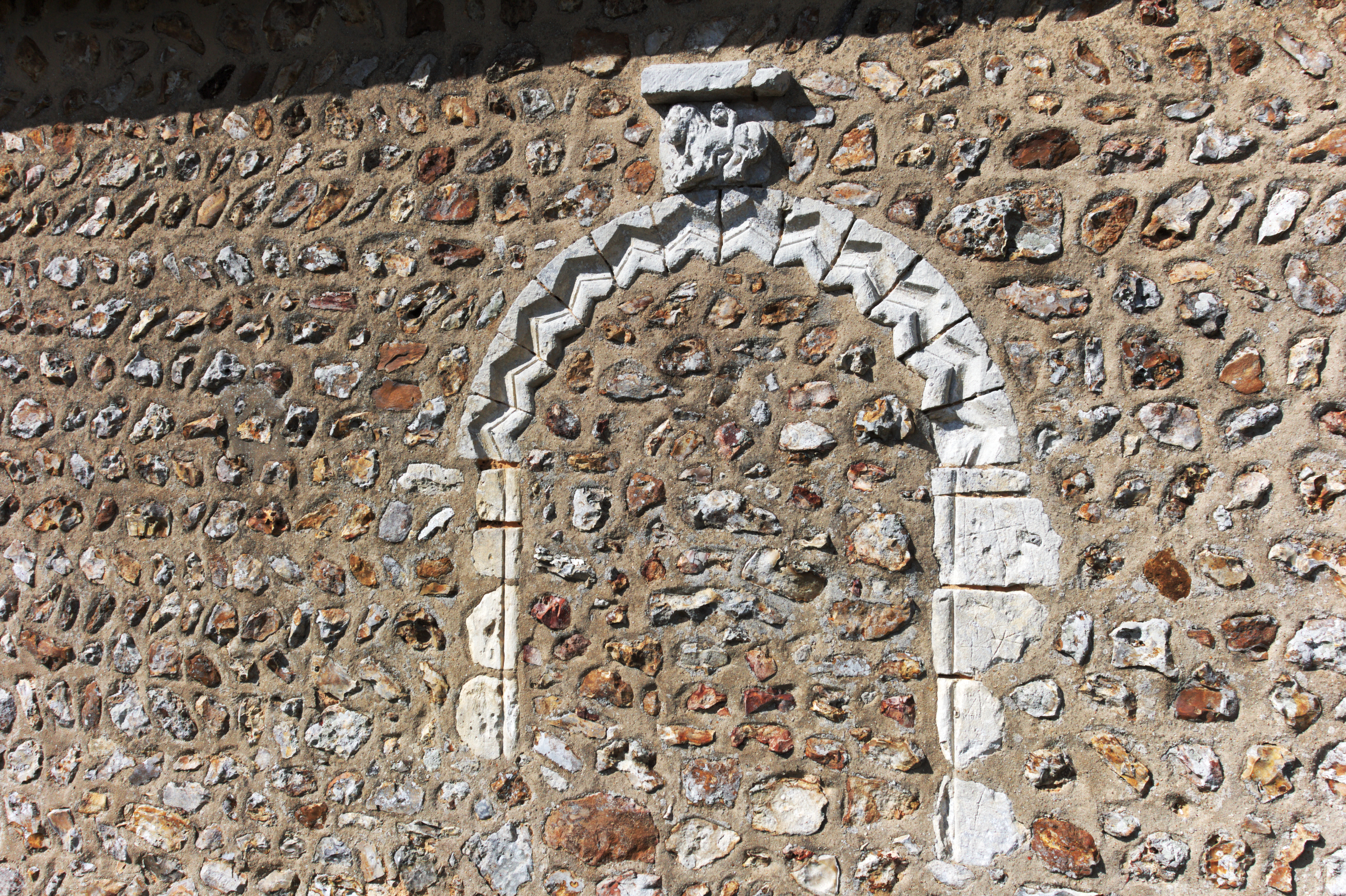
Zugemauerte romanische Tür an der Südfassade

Die Kirche Saint-Pierre ist Simon Petrus geweiht. Das Kirchenschiff wurde im 12. Jahrhundert erbaut. Das westliche Seitenschiff wurde im 16. Jahrhundert angebaut. Der Chor wurde im 18. Jahrhundert erneuert. Portalvorbau und Sakristei stammen aus dem 19. Jahrhundert. Die südlichen Fensteröffnungen des Kirchenschiffs wurden 1842 und 1850 verändert. Das Kirchenpatronat hatte vor der Französischen Revolution die Abtei Le Bec inne. In der Kirche befinden sich mehrere Objekte, die unter Denkmalschutz stehen. Dazu gehören zwei Statuen aus Eichenholz aus dem 17. Jahrhundert, die die Heiligen Simon Petrus und Paulus von Tarsus darstellen. Eine Skulpturengruppe aus dem 17. Jahrhundert stellt Michael dar, der einen Drachen tötet. Sein Schild ist mit Sonnenstrahlen geschmückt. Eine weitere Statue aus dem 17. Jahrhundert zeigt Benedikt von Nursia. Alle genannten Skulpturen wurden 1907 als Monuments historiques klassifiziert. Das Taufbecken wurde im 16. Jahrhundert gefertigt. Die Tür der Kirche stammt aus dem 13. Jahrhundert und ist mit geometrischen Formen verziert. Die Friedhofseiben stehen als Site classé unter Denkmalschutz.

## Wirtschaft und Infrastruktur
Der nächstgelegene Haltepunkt ist der 3,5 Kilometer entfernte Bahnhof Glos-Monfort in Glos-sur-Risle. Der nächste Flughafen ist der 36,4 Kilometer entfernt liegende Flughafen Deauville in Saint-Gatien-des-Bois. Der Flughafen Rouen in Boos ist 41,3 Kilometer entfernt.
Auf dem Gemeindegebiet gelten kontrollierte Herkunftsbezeichnungen (AOC) für Calvados (Getränk) und Pommeau de Normandie sowie geschützte geographische Angaben (IGP) für Schweinefleisch (Porc de Normandie), Geflügel (Volailles de Normandie) und Cidre (Cidre de Normandie und Cidre normand).